# HD 11506
HD 11506 ist ein Hauptreihenstern der Spektralklasse G0, der von den zwei potentiellen Exoplaneten HD 11506 b und HD 11506 c umkreist wird. Der Stern liegt im Sternbild Walfisch und besitzt eine Masse von ca. 1,2 Sonnenmassen.

## Exoplaneten-Kandidaten
HD 11506 b umrundet den Zentralstern mit einer Umlaufperiode von 1270 Tagen in einer Entfernung von ca. 2,43 Astronomischen Einheiten und hat eine Mindestmasse von ca. 3,44 Jupitermassen. Das Objekt wurde im Jahr 2007 von Debra Fischer et al. mit Hilfe der Radialgeschwindigkeitsmethode entdeckt.
HD 11506 c umrundet den Zentralstern mit einer Umlaufperiode von 170 Tagen in einer Entfernung von ca. 0,64 AU bei einer Mindestmasse von ca. 0,82 Jupitermassen. Das Objekt wurde von Mikko Tuomi und Samuli Kotiranta entdeckt, nachdem diese die Daten von Debra Fischer mithilfe neuerer Computermodelle genauer untersuchen konnten.